# 340 Eduarda
340 Eduarda è un asteroide della fascia principale del diametro medio di circa 30,24 km. Scoperto nel 1892, presenta un'orbita caratterizzata da un semiasse maggiore pari a 2,7460550 UA e da un'eccentricità di 0,1173798, inclinata di 4,67835° rispetto all'eclittica.
Il suo nome fu dedicato al banchiere ed astrofilo tedesco Heinrich Eduard von Lade.